# Aglomerace (hutnictví)

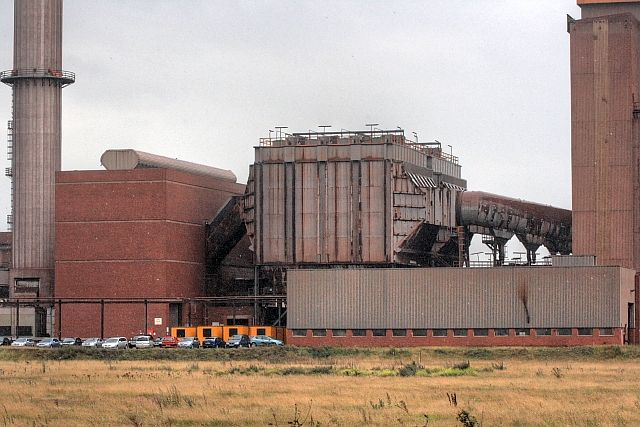
Aglomerace železáren Teesside u anglického Redcaru

Aglomerace je v hutnictví jedním ze způsobů, jak zpracovat železnou rudu na zrnitost, která umožňuje její zpracování ve vysoké peci. Pojem aglomerace se používá i k pojmenování provozu, kde se aglomerát vyrábí.

## Vysoká pec
Tavba ve vysoké peci je možná jen tehdy, pokud vháněné horké větry mohou pronikat navrstvenou vsázkou k sazebně (kychtě) na vrcholu vysoké pece. Pokud by vsázka neměla potřebnou mezerovitost, např. z důvodu velkého obsahu prachových částic, proudění větrů by se zastavilo. Tím by se zastavil i redukční proces. Potřebná mezerovitost se zajišťuje správnou zrnitostí všech složek vysokopecní vsázky, která musí odolat i vrstvení vsázky ve vysoké peci.[zdroj?]

## Výroba aglomerátu
Prachových frakcí železné rudy začalo přibývat, když se vytěžené rudy začaly mlít se záměrem separovat nerosty, které neobsahovaly železo. Například v roce 2002 byl podíl prachových rud ve firmě Vysoké pece Ostrava 30 % a ve firmě Třinecké železárny 45 %. Prachové frakce železné rudy se musí upravit na správnou velikost. Zkusovění prachových frakcí železné rudy se dosáhne spékáním (aglomerací) s dalšími složkami. Složky (vsázka) aglomerace se materiálově shodují se vsázkou vysoké pece. Mimo prachovou železnou rudu se na výrobu aglomerátu používá vápenec a prachový koks. Prachový koks je nechtěný produkt při koksování uhlí a při výrobě aglomerátu se tak výhodně využívá. Odpadního prachového koksu bylo málo, a proto většina se vyráběla mletím větších zrn.[zdroj?]
Využívá se také tzv. výhozu z vysoké pece, což je prach stržený dmychaným horkým větrem. Po průchodu vysokou pecí se vlivem chemických reakcí stává z horkého větru vysokopecní plyn. Z tohoto vysokopecního plynu se v prašníku odloučí tzv. výhoz.[zdroj?]

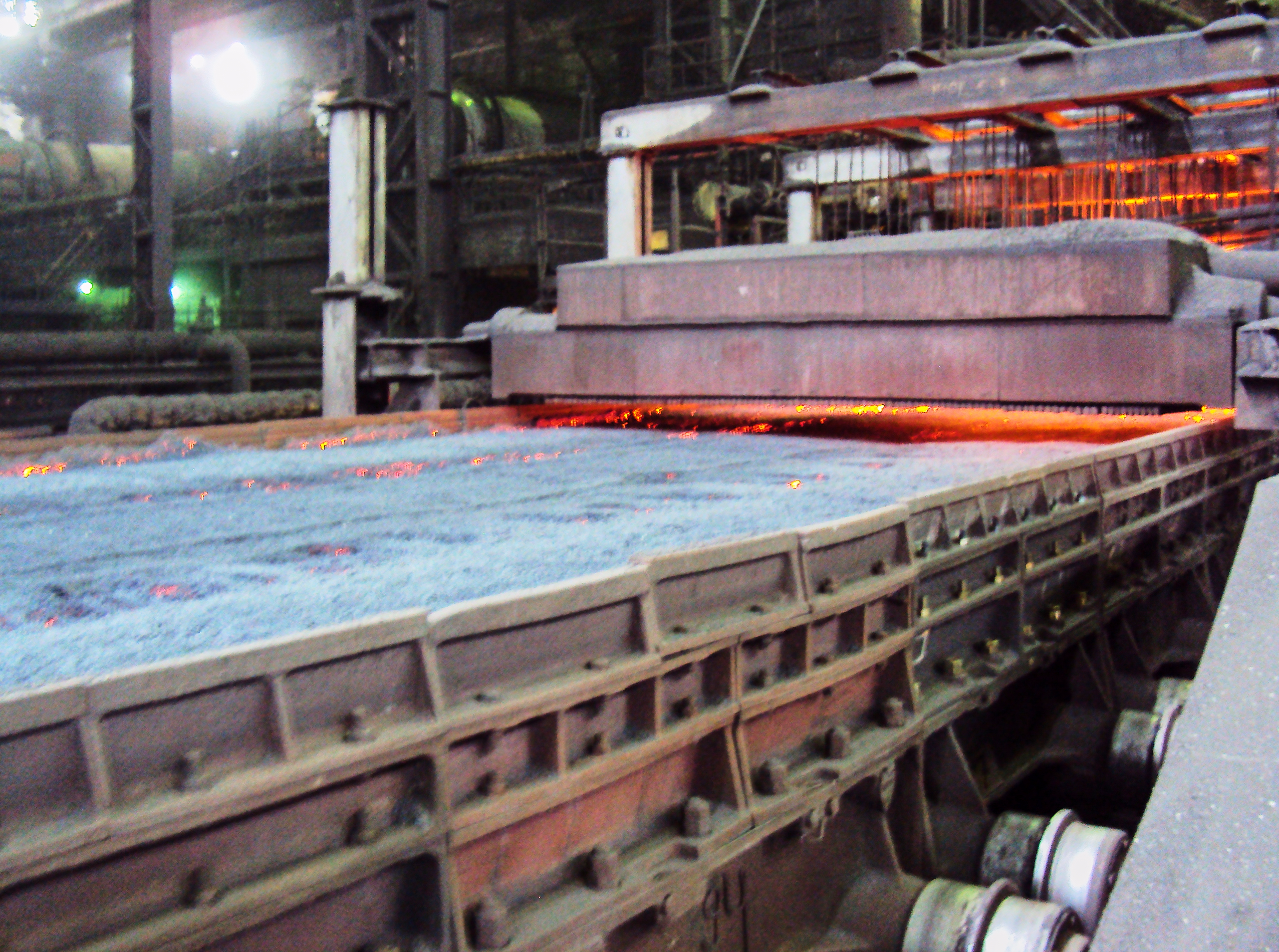
Spékací rošt (Kačkanar, Rusko)

Smícháním všech složek vznikne směs, která musí mít potřebnou vlhkost. Směs se rozprostírá v tloušťce 30 cm na pohybující se spékací rošt. Pohybem roštu se směs dostane pod zařízení, které zapálí povrch vrstvy směsi. Vlivem prostupujícího vzduchu, který je odsáván přes rošt, postupuje hoření do nižších poloh vrstvy směsi. Vytváří se tavenina, která se na konci linky ochlazuje. Vyhořením paliva ve směsi končí proces spékání. Vzniklý aglomerát se drtí, chladí a třídí. Při třídění vznikají mimo aglomerátu i drobné a prachové frakce, kterých je asi čtvrtina celkového množství vyrobeného aglomerátu. Drobné a prachové částice, tzv. vratný aglomerát, se vrací zpět do aglomerační směsi.
Spékací plocha aglomeračních pásů bývá 50–75 m². Teploty hoření se pohybují v rozmezí 1300 až 1500 ºC. Kvalita směsi se řídí rychlostí pohybu spékacího pásu.